# Karsten Tadda
Karsten Tadda (Bamberg, Baviera 2 de noviembre de 1988) es un jugador alemán de baloncesto. Mide 1,91 metros de altura y ocupa tanto la posición de base como la de escolta. Pertenece a la plantilla del Brose Baskets de la Basketball Bundesliga. Es internacional absoluto con Alemania.

## Carrera
Su padre era jugador de baloncesto y entrenó a su hijo en el equipo de SV Gundelsheim. Le escogieron en el programa juvenil de Franken. Dentro de este programa comenzó a jugar en el TSV Tröster Breitengüßbach recién creado en 2006, y llegó a la final four del torneo con Tim Ohlbrecht y Sajmen Hauer, donde en las semifinales fue derrotado por el Phoenix Hagen de Per Günther. Compatibilizó el equipo junior con el primer equipo de Güßbacher, que estaban interesados en jugar en la recién creada ProB. En marzo de 2008, fue el Mejor Joven del Mes de esta división. En la siguiente temporada, la 2008/09, se convirtió en el jugador del mes de septiembre de 2008, con un promedio de algo más de 19 puntos por partido y casi 4 asistencias y fue asignado Mejor Joven del Año 2009.
En la temporada 2007/08 no sólo entrenaba con Brose Baskets, sino que también fue utilizado en ocho partidos. Bajo las órdenes del nuevo entrenador Chris Fleming, se ganó un lugar en la rotación con unos diez minutos por partido en 22 partidos jugados. Su papel en el equipo era sobre todo en tareas defensivas y como tirador, ya que es una amenaza desde el triple. En la 2009/10 jugó todos los partidos, Bamberg quedó 5 en la liga regular pero en los play-offs se coronaron campeones, algo que no hacían desde 2007. Fue su primer título. Después jugó por primera vez la Euroliga. En la 2011/12 volvieron a ganar la BBL.
En la temporada 2021-22, firma por el Telekom Baskets Bonn de la Basketball Bundesliga.
El 23 de junio de 2023 fichó por el Brose Bamberg de la Basketball Bundesliga, regresando al que fue su primer equipo como profesional.

## Selección nacional
Tadda ganó el Campeonato Sub-20 División B de 2008, devolviendo así a Alemania a estar entre las mejores selecciones de la categoría junior. Formó parte de la Universidiada en 2009 y 2011. En 2012 el por entonces seleccionador alemán, Svetislav Pešić, le convocó por primera vez para jugar con la selección absoluta.

## Estadísticas

### Euroliga
| Año       | Equipo | PJ | PT | MPP  | %TC  | %3P  | %TL   | RPP | APP | ROB | TPP | PPP |
| --------- | ------ | -- | -- | ---- | ---- | ---- | ----- | --- | --- | --- | --- | --- |
| 2009-2010 | Brose  | 3  | 0  | 3.0  | .500 | .000 | .000  | 1.0 | 0.3 | 0.0 | 0.0 | 0.7 |
| 2010-2011 | Brose  | 10 | 1  | 9.3  | .214 | .200 | .000  | 0.6 | 0.3 | 0.2 | 0.0 | 0.8 |
| 2011-2012 | Brose  | 10 | 0  | 8.6  | .571 | .545 | .667  | 0.7 | 0.5 | 0.3 | 0.0 | 2.4 |
| 2012-2013 | Brose  | 24 | 5  | 16.6 | .347 | .303 | .783  | 1.6 | 1.0 | 0.6 | 0.0 | 3.3 |
| 2013-2014 | Brose  | 8  | 0  | 7.1  | .333 | .250 | .1000 | 0.8 | 0.5 | 0.3 | 0.0 | 0.9 |
| Total     |        | 55 | 6  | 11.7 | .361 | .322 | .786  | 1.1 | 0.7 | 0.4 | 0.0 | 2.2 |